# Olivier Rouyer
Olivier Rouyer (Nancy, 1º dicembre 1955) è un allenatore di calcio ed ex calciatore francese, di ruolo attaccante.

## Carriera

### Club
È cresciuto calcisticamente nelle giovanili del Nancy e ha mosso i suoi primi passi nel grande calcio a fianco di Michel Platini.
Dal 1973 al 1981, a parte una piccola parentesi (1974-1975) con l'ECAC Chaumont, ha giocato per il Nancy vincendo nel 1978 la Coppa di Francia e guadagnando la convocazione in nazionale. Nel 1981 si è trasferito allo Strasburgo dove in tre stagioni ha totalizzato 61 presenze e 10 reti. Nel 1984 viene ceduto all'Lione in Ligue 2 dove ha concluso la carriera da professionista.
Appese le scarpette al chiodo è nuovamente tornato al Nancy, questa volta come allenatore. Sulla panchina del biancorossi è rimasto 3 stagioni, dal 1991 al 1994.
Nel 1994, dopo aver lasciato l'incarico al Nancy, ha dichiarato pubblicamente la propria omosessualità.
Nel 1999 ha avuto una piccola parentesi sulla panchina del Sion.
Attualmente è commentatore per la rete televisiva francese Canal+.

### Nazionale
Il 9 ottobre 1976, all'età di 21 anni, è stato convocato per la prima volta in nazionale francese per la partita di qualificazione al mondiale Bulgaria-Francia 2-2.
Il 23 febbraio 1977 al Parco dei Principi ha segnato un'indimenticabile rete contro la Germania Ovest. È stato convocato per i mondiali dei calcio del 1978 disputati in Argentina.

## Palmarès
- Coppa di Francia: 1 :

Nancy: 1977-1978

## Statistiche

### Cronologia delle presenze in Nazionale
| Cronologia completa delle presenze e delle reti in nazionale ― Francia | Cronologia completa delle presenze e delle reti in nazionale ― Francia | Cronologia completa delle presenze e delle reti in nazionale ― Francia | Cronologia completa delle presenze e delle reti in nazionale ― Francia | Cronologia completa delle presenze e delle reti in nazionale ― Francia | Cronologia completa delle presenze e delle reti in nazionale ― Francia | Cronologia completa delle presenze e delle reti in nazionale ― Francia | Cronologia completa delle presenze e delle reti in nazionale ― Francia |
| Data                                                                   | Città                                                                  | In casa                                                                | Risultato                                                              | Ospiti                                                                 | Competizione                                                           | Reti                                                                   | Note                                                                   |
| ---------------------------------------------------------------------- | ---------------------------------------------------------------------- | ---------------------------------------------------------------------- | ---------------------------------------------------------------------- | ---------------------------------------------------------------------- | ---------------------------------------------------------------------- | ---------------------------------------------------------------------- | ---------------------------------------------------------------------- |
| 09/10/1976                                                             | Sofia                                                                  | Bulgaria                                                               | 2 – 2                                                                  | Francia                                                                | Qual. Mondiali 1978                                                    | -                                                                      | Entra al 61'                                                           |
| 17/11/1977                                                             | Parigi                                                                 | Francia                                                                | 2 – 0                                                                  | Irlanda                                                                | Qual. Mondiali 1978                                                    | -                                                                      | Entra al 71'                                                           |
| 23/02/1977                                                             | Parigi                                                                 | Francia                                                                | 1 – 0                                                                  | Germania Ovest                                                         | Amichevole                                                             | 1                                                                      |                                                                        |
| 30/03/1977                                                             | Dublino                                                                | Irlanda                                                                | 1 – 0                                                                  | Francia                                                                | Qual. Mondiali 1978                                                    | -                                                                      |                                                                        |
| 23/04/1977                                                             | Ginevra                                                                | Svizzera                                                               | 0 – 4                                                                  | Francia                                                                | Amichevole                                                             | 1                                                                      | Entra al 46'                                                           |
| 26/06/1977                                                             | Buenos Aires                                                           | Argentina                                                              | 0 – 0                                                                  | Francia                                                                | Amichevole                                                             | -                                                                      |                                                                        |
| 30/06/1977                                                             | Rio de Janeiro                                                         | Brasile                                                                | 2 – 2                                                                  | Francia                                                                | Amichevole                                                             | -                                                                      | Entra al 59'                                                           |
| 08/02/1978                                                             | Napoli                                                                 | Italia                                                                 | 2 – 2                                                                  | Francia                                                                | Amichevole                                                             | -                                                                      |                                                                        |
| 19/05/1978                                                             | Villeneuve d'Ascq                                                      | Francia                                                                | 2 – 0                                                                  | Tunisia                                                                | Amichevole                                                             | -                                                                      | Entra al 46'                                                           |
| 02/06/1978                                                             | Mar del Plata                                                          | Italia                                                                 | 2 – 1                                                                  | Francia                                                                | Mondiali 1978                                                          | -                                                                      |                                                                        |
| 10/06/1978                                                             | Mar del Plata                                                          | Ungheria                                                               | 1 – 3                                                                  | Francia                                                                | Mondiali 1978                                                          | -                                                                      |                                                                        |
| 01/09/1978                                                             | Parigi                                                                 | Francia                                                                | 2 – 2                                                                  | Svezia                                                                 | Qual. Euro 1980                                                        | -                                                                      |                                                                        |
| 02/05/1979                                                             | East Rutherford                                                        | Stati Uniti                                                            | 0 – 6                                                                  | Francia                                                                | Amichevole                                                             | -                                                                      |                                                                        |
| 27/02/1980                                                             | Parigi                                                                 | Francia                                                                | 5 – 1                                                                  | Grecia                                                                 | Amichevole                                                             | -                                                                      | Entra al 56'                                                           |
| 26/03/1980                                                             | Parigi                                                                 | Francia                                                                | 0 – 0                                                                  | Paesi Bassi                                                            | Amichevole                                                             | -                                                                      | Entra al 71'                                                           |
| 19/11/1980                                                             | Hannover                                                               | Germania Ovest                                                         | 4 – 1                                                                  | Francia                                                                | Amichevole                                                             | -                                                                      | Entra al 60'                                                           |
| 15/05/1981                                                             | Parigi                                                                 | Francia                                                                | 1 – 3                                                                  | Brasile                                                                | Amichevole                                                             | -                                                                      |                                                                        |
| Totale                                                                 |                                                                        | Presenze                                                               | 17                                                                     |                                                                        | Reti                                                                   | 2                                                                      |                                                                        |